# 檀州
檀州（だんしゅう）は、中国にかつて存在した州。隋代から明初にかけて、現在の北京市密雲区一帯に設置された。

## 魏晋南北朝時代
468年（皇興2年）、北魏により設置された安州を前身とする。安州は密雲郡・広陽郡・安楽郡の3郡8県を管轄した。
539年（元象2年）、東魏により安州の州治は白檀県に移された。
北周により安州は玄州と改称された。

## 隋代
583年（開皇3年）、隋が郡制を廃すると、玄州の属郡の安楽郡は廃止された。586年（開皇6年）、玄州の州治は無終県に移転された。598年（開皇18年）、移転前の旧玄州の地が檀州と改められた。607年（大業3年）に州が廃止されて郡が置かれると、檀州は安楽郡と改称され、下部に2県を管轄した。隋代の行政区分に関しては下表を参照。
| 隋代の行政区画変遷 | 隋代の行政区画変遷 | 隋代の行政区画変遷 | 隋代の行政区画変遷 |
| 区分               | 開皇元年           | 区分               | 大業3年            |
| ------------------ | ------------------ | ------------------ | ------------------ |
| 州                 | 玄州               | 郡                 | 安楽郡             |
| 郡                 | 安楽郡             | 県                 | 燕楽県 密雲県      |
| 県                 | 燕楽県 密雲県      | 県                 | 燕楽県 密雲県      |

## 唐代
618年（武徳元年）、唐により安楽郡は檀州と改められた。742年（天宝元年）、檀州は密雲郡と改称された。758年（乾元元年）、密雲郡は檀州の称にもどされた。檀州は河北道に属し、密雲・燕楽の2県を管轄した。
936年（天福元年）、後晋の建国にあたって、檀州は燕雲十六州のひとつとして契丹に割譲された。

## 宋代
遼のとき、檀州は南京析津府に属し、密雲・行唐の2県を管轄した。
1122年（宣和4年）、金により檀州は北宋に返還された。檀州は燕山府路に属し、密雲・行唐の2県を管轄した。1125年（宣和7年）、檀州は金に占領された。
金のとき、檀州はひとたび廃止された。密雲県は順州に属し、行唐県は真定府に属した。

## 元代以降
元のとき、檀州が再び設置され、大都路に属した。このときの檀州は属県を持たなかった。
1368年（洪武元年）、明により檀州は廃止され、密雲県が置かれた。